# El Rancho Casino
El Rancho Casino – w przeszłości stanowił hotel i kasyno, położony przy bulwarze Las Vegas Strip w Paradise, w stanie Nevada.

## Historia
El Rancho powstał w miejscu, w którym pierwotnie, od 1948 roku, funkcjonował kompleks wypoczynkowy Thunderbird. W 1976 roku jego nazwa została zmieniona na Silverbird, a później, w 1982 roku, ponownie zmieniono jego nazwę – na Ed Torres' El Rancho. Według ówczesnych danych, Ed Torres miał powiązania z organizacjami przestępczymi, jednak nie stanęło to na przeszkodzie, by otrzymał licencję na prowadzenie gier hazardowych.
W momencie zamknięcia, czyli w 1992 roku, Ed Torres' El Rancho miał zostać przemianowany na El Rancho's Countryland USA, złożony z dwóch wież hotelowych w kształcie kowbojskich butów. Plany nie zostały jednak zrealizowane, a obiekt został wykupiony przez Las Vegas Entertainment Network Inc. Jako że korporacja nie zdołała wznowić jego działalności, zdecydowała się odsprzedać El Rancho International Thoroughbred Breeders Corp. 
Wśród innych propozycji, co do przyszłości El Rancho należała między innymi zmiana nazwy na Starship Orion i utworzenie kompleksu o tematyce Gwiezdnych wojen. Jako że wszystkie plany albo nie powiodły się z winy inwestorów, albo zostały odrzucone przez udziałowców, El Rancho został wysadzony w 2000 roku. Rok później, teren zajmowany w przeszłości przez obiekt został wykupiony przez Hilton Hotels Corporation.